# Pall Mall

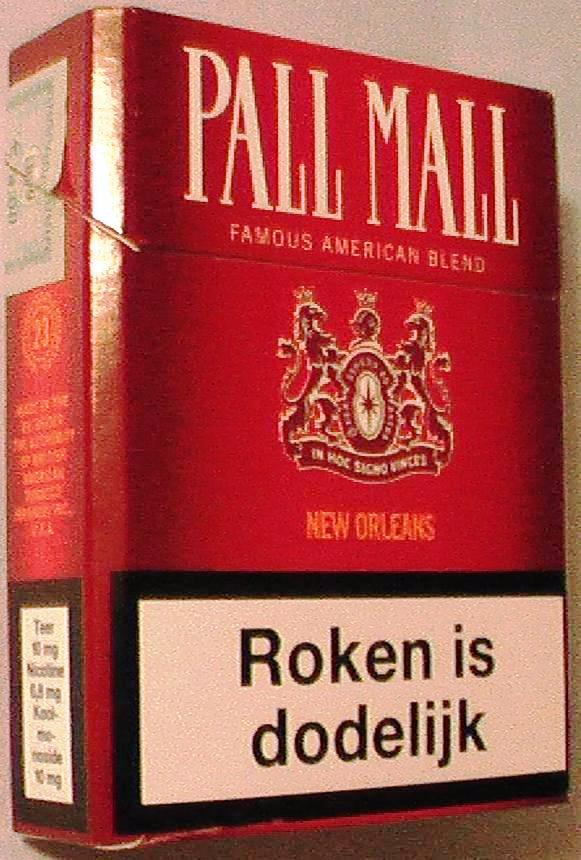
Пачка Pall Mall

Pall Mall («Пе́лл-Ме́лл») — марка сигарет, вироблених тютюновою компанією R. J. Reynolds Tobacco в Вінстон-Сейлемі, в США і British American Tobacco на світовому ринку.

## Історія

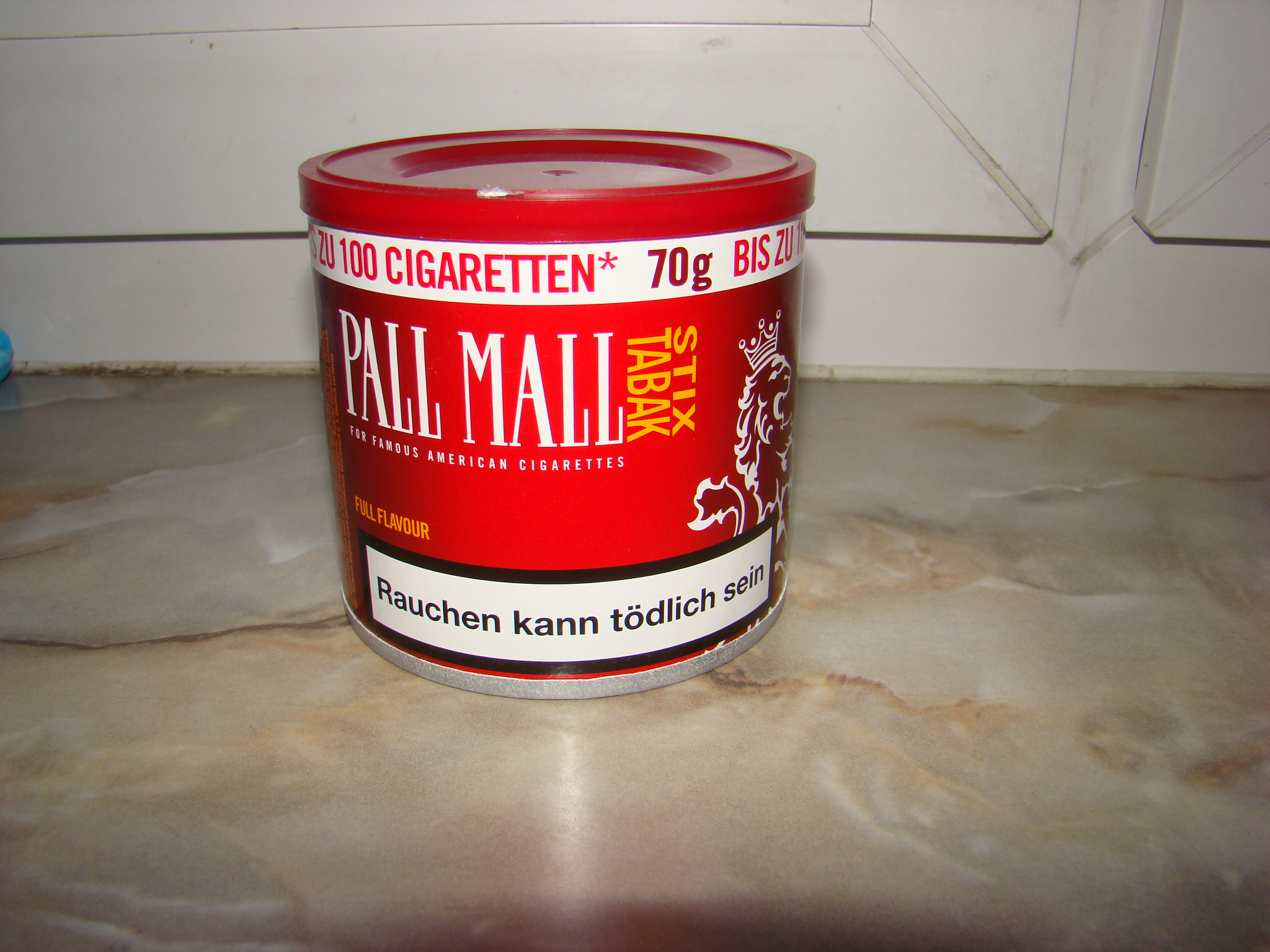
Pall Mall Stix Tabak

У 1899 році компанія Butler & Butler Company вивела на ринок сигарети Pall Mall з розрахунком поставляти першокласні сигарети для вищих верств суспільства. Своє найменування сигарети отримали за назвою вулиці Пел-Мел у Лондоні, де у вікторіанську епоху проходили засідання більшості головних клубів англійських джентльменів.
У 1907 році права на марку Pall Mall перейшли до компанії American Tobacco, після того, як та скупила Butler & Butler Company. Нові власники використовували преміумбренд для тестування нововведень в дизайні сигарет, таких, наприклад, як введений в 1939 році формат «king-size» (пізніше став стандартним розміром для сигарет до 85 мм), а також новий спосіб набивання тютюну, завдяки якому, як стверджувалося, сигарети повинні менше подразнювати горло.
У 1950-х роках бренд Pall Mall виступив комерційним спонсором гостросюжетного серіалу M Squad.
Піку популярності бренд досяг в 1960 році, ставши маркою сигарет номер один у США. У той період на пачці рекламувалися азартні ігри, що сприяло продажам. У 1966 році компанія випустила сигарети формату «longs» (100-міліметрові сигарети), створивши новий стандарт — цього разу для довгих сигарет. Проте пізніше в тому ж році компанія Winston потіснила конкурента на ринку, завдяки рекламній компанії «Winston tastes good like a cigarette should», якій Pall Mall не змогла протистояти.
У 1994 році Pall Mall і Lucky Strike були куплені Brown & Williamson Tobacco Corporation, оскільки American Tobacco почала втрачати позиції на ринку, що призвело до продажу бренду.
30 липня 2004 року відбулося злиття компаній Brown & Williamson, що була американським відділенням British American Tobacco, і R. J. Reynolds Tobacco. Спільна компанія, що отримала назву R. J. Reynolds Tobacco Company, продовжувала випуск сигарет Pall Mall з фільтром і без фільтра для внутрішнього американського ринку, в той час, як British American Tobacco виробляла і продавала Pall Mall за межами США.
До 2006 року марка Pall Mall становила значну частину портфеля R. J. Reynolds Tobacco, перебуваючи в четвірці провідних марок сигарет концерну British American Tobacco.
Під час економічної кризи наприкінці 2000-х років компанія почала маркетинговий хід, продаючи продукт класу «преміум» за ціною нижче «преміум»", і тим самим розширила займану нею частку ринку з 1,95 % (при обсягах щоквартальних продажів в 1,6 млрд доларів США у 2006 році) до 7,95 % з оборотом 5,5 млрд доларів в останньому кварталі 2010 року.

## Логотип
Логотип Pall Mall — герб з двома королівськими левами, що спирається на щит з девізом «Per aspera ad Astra» (Через терни до зірок). Цей же девіз можна побачити на державній печатці Канзасу. Трохи нижче щита знаходиться прапор з ще одним латинським девізом — «In hoc signo vinces» (Під цим стягом ти переможеш) — фраза, яку вимовив Костянтин I перед битвою біля Мульвійського мосту.
У 2007 році компанія R. J. Reynolds Tobacco змінила колір пачок Pall Mall Ultra Lights зі світло-блакитного на помаранчевий, щоб відрізняти їх від Lights. Раніше обидва види сигарет продавалися в пачках в синіх тонах.

## Типи цигарок
- Pall Mall Red з вмістом 10 мг смоли і 0,8 мг нікотину
- Pall Mall Red a'23
- Pall Mall Blue з вмістом 6 мг смоли і 0,5 мг нікотину
- Pall Mall Blue a'23
- Pall Mall Amber з вмістом 4 мг смоли і 0,4 мг нікотину
- Pall Mall Green (ментолові)
- Pall Mall Super Slims Blue
- Pall Mall Super Slims Amber
- Pall Mall Super Slims Menthol (ментолові)
- Pall Mall Super Slims Tropic Twist

## Рекламні слогани
- Pall Mall. Хіт м'якого смаку
- Відсічи зайве
- У нас в команді всі такі
- Ніч твоя — додай вогню!
- Ми такі ж яскраві, як ви
- Pall Mall. Постав на м'який смак
- На гребені
- Pall Mall. Смак, який розбудив сонце